# 聖克拉拉普韋布洛 (新墨西哥州)
聖克拉拉普韋布洛（英語：Santa Clara Pueblo）是位於美國新墨西哥州里奧阿里巴縣的普查規定居民點。

## 人口
根據2020年美國人口普查的數據，聖克拉拉普韋布洛的面積為5.28平方千米，當中陸地面積為5.23平方千米，而水域面積為0.05平方千米。當地共有人口930人，而人口密度為每平方千米176.14人。